# ياب بلوم
ياب بلوم هو نقابي وسياسي هولندي، ولد في 23 سبتمبر 1898، وتوفي في 26 مايو 1966. نشط حزبياً في حزب العمل. وقد انتخب عضو مجلس نواب هولندا ‏ (16 سبتمبر 1952 – 26 مايو 1966).